# Cestayrols
 Cestayrols  là một xã trong tỉnh Tarn thuộc vùng Occitanie ở miền nam nước Pháp. Xã này nằm ở khu vực có độ cao trung bình 240 mét trên mực nước biển.
Sông Vère chảy theo hướng tây qua phía bắc thị trấn.